# 허석곤
허석곤(許錫坤, 1967년 11월 10일 ~ )은 대한민국의 소방공무원으로, 2024년부터 제6대 소방청장으로 재직 중이다.

## 생애
1967년 11월 10일, 경상남도 거제시에서 태어났다. 부산 혜광고등학교를 졸업한 뒤, 부산대학교 해양과학과에서 학사학위를 취득하고, 같은 대학 대학원에서 행정학 석사 과정을 수료하였다.
1993년 2월, 소방간부후보생 제7기로 임용되었으며, 부산 남부소방서장과 강서소방서장, 국무총리실 서기관, 국민안전처 119구급과장, 경기소방학교장, 울산·경남·인천광역시 소방본부장, 소방청 기획조정관 등을 역임하였다.
2023년 2월부터 2024년 6월까지 부산광역시 소방재난본부 본부장으로 재직하였으며, 낙동강 119수상구조대 개청, 북부소방서 신설, 소방헬기 노후 교체, 무인방수차 도입 등 소방장비 현대화를 추진하였다.
2024년 6월 27일, 제6대 소방청장으로 내정되었으며, 같은 해 6월 30일 취임하였다.
2024년 9월에는 구급대원의 언론 접촉 자제 지시와 관련하여 언론의 해석이 오해를 줄이기 위한 내부 방침이었음을 설명한 바 있으며, 2025년 1월에는 계엄령 관련 수사에서 이상민 전 행정안전부 장관의 지시에 따라 일부 언론사에 대한 단전·단수 협조 요청이 있었음을 보고하였고, 조선일보는 제외됐다고 진술하였다.

## 연표
| 시기             | 내용                                                   |
| ---------------- | ------------------------------------------------------ |
| 1967년 11월 10일 | 경상남도 거제 출생                                     |
| ?                | 부산 혜광고등학교 졸업                                 |
| ?                | 부산대학교 해양과학과 학사 취득                        |
| ?                | 부산대학교 대학원 행정학 석사 수료                     |
| 1993년 2월       | 소방간부후보생 제7기 임용                              |
| ~2000년대        | 부산 남부·강서소방서장, 국무총리실 서기관              |
| ~2010년대        | 119구급과장, 경기소방학교장, 울산·경남·인천 소방본부장 |
| 2023년 2월       | 부산광역시 소방재난본부장                              |
| 2024년 6월 27일  | 소방청장 내정                                          |
| 2024년 6월 30일  | 소방청장 취임                                          |

## 같이 보기
- 소방청
- 소방간부후보생